# Пяски (Серпецький повіт)
Пя́ски (пол. Piaski) — село в Польщі, у гміні Серпць Серпецького повіту Мазовецького воєводства.
Населення — 268 осіб (2011).
У 1975—1998 роках село належало до Плоцького воєводства.

## Демографія
Демографічна структура станом на 31 березня 2011 року:
|          | Загалом | Допрацездатний вік | Працездатний вік | Постпрацездатний вік |
| -------- | ------- | ------------------ | ---------------- | -------------------- |
| Чоловіки | 140     | 35                 | 89               | 16                   |
| Жінки    | 128     | 27                 | 79               | 22                   |
| Разом    | 268     | 62                 | 168              | 38                   |